# Eva Shaw (Tennisspielerin)
Eva Shaw (* 22. Mai 2005) ist eine britische Tennisspielerin.

## Karriere
Shaw begann im Alter von sieben Jahren mit dem Tennisspielen und spielte bislang überwiegend Turniere auf der ITF Juniors World Tennis Tour und der ITF Women’s World Tennis Tour.
Sie trainiert an der Loughborough University National Tennis Academy im Rahmen des LTA Pro Scholarship Programme.
Bei den Wimbledon Championships 2021 erhielt  sie eine Wildcard für die Qualifikation zum Dameneinzel, nachdem sie Anfang Juni 2021 die Junior National Championships 2021 in den Altersklasse U16 und U18 gewonnen hatte.